# Guillaume Le Blond (facteur de clavecins)
Pour les articles homonymes, voir Guillaume Le Blond et Le Blond.
Guillaume Le Blond (ou Leblond) est un luthier et un facteur de clavecin et de piano-forte, qui exerça à Dunkerque dans les années 1764-1795, à Rouen en 1772 et 1773, et à Londres dans les années 1789-1792.

## Biographie

### Famille
Né vers 1735, Guillaume Le Blond épouse à Dunkerque le 25 juin 1765 Marie Bernardine Colinion, née à Saint-Omer le 4 janvier 1735, morte à Dunkerque le 9 février 1808, fille de Jean Louis Colinion et de Marie Jeanne Wattez.

### Profession
Il exerce en plusieurs domiciles à Dunkerque : 1770-1772, rue des Vieux Quartiers ; 1774, rue du Quai ; 1775-1778, rue de l'Église ; 1779-1789, rue St-Eloi ; 1790, rue Royale ; 1790, marché aux pommes, facteur de forte piano ; 1795, rue de la Liberté.
Il travaille en particulier pour les paroisses de Dunkerque

En 1772, il manifeste sa volonté de s'installer à Rouen : 

« Messieurs des maire et eschevins de la ville et territoire de Dunkerque. Supplie humblement Guillaume Leblond maître luthier demeurant en cette ville, disant que depuis environ huit ans il a fixé sa résidence en cette ville où pendant ce temps il y a exercé sa proffession à la satisfaction du public et de ses supérieurs par la bonne conduite, que comme dans la vue d'un plus grand avantage dans l'exercice de sa proffession il desiroit changer de résidence pour la fixer dans celle de Rouen, dans cette circonstance pour d'autant plus surement y parvenir et faire librement son voyage il desireroit aussi a cet effet obtenir ce votre authorité un certificat de bonne vie et mœurs, c'est le sujet de la présente requête. Accordé le 9 juillet 1772. »

— Guillaume Le Blond
En 1775, il est nommé, avec Dupont, parmi les luthiers de Dunkerque qui diffusent le Recueil d'ariettes de Pollet, maître de cistre
En 1789 et 1792, l'inscription sur des pianos l'indique comme travaillant à Londres et à Dunkerque.

## Décès
Il meurt entre 1795 et 1804.

## Œuvres
Une liste d'œuvres (incomplète) se trouve sur le site studia instrumentorum.
Le Musée des beaux-arts de Dunkerque ne possède aucune œuvre de Guillaume Le Blond.

### Cistres, guitares, violes
- Cistre, 1772, au musée de l'Université de Leipzig[6].
- Cistre, 1773, au musée de l'Université de Leipzig[7].
- Cistre (ou guitare allemande, lautenzister), 1774, Musée des arts décoratifs de Paris[8], déposé au Musée de la musique, cité de la Musique[9]
- Cistre, vers 1775, au musée de l'Université de Leipzig[10].
- Cistre, 1777, Musée de l'Hospice Comtesse, à Lille[8].
- Cistre à 11 cordes, 1777. Autrefois dans la collection des instruments de musique de Ch. Edm. H. de Coussemaker [11].
- Guitare anglaise, 1777, aux Musées royaux d'art et d'histoire, à Bruxelles[12].
- Cistre (Theorbenzister), 1777, à Berlin.
- Cistre, 1779. Autrefois dans la collection des instruments de musique de Ch. Edm. H. de Coussemaker [11].
- Cistre, 1779, au Conservatoire de Bruxelles.
- Cistre, 1779, au Conservatoire de Bruxelles (second exemplaire).
- Cistre, vers 1780, au musée de l'Université de Leipzig[13].
- Cistre, sans date, à Berlin.
- Cistre, sans date, musée Gruuthuse, à Bruges.
- Guitare anglaise, vers 1780, au musée municipal de La Haye, à La Haye.
- Viole, 1789[14].

### Pianos
- Piano carré, vers 1789, Musikinstrumenten-Museum, à Berlin.
- Piano carré, 1792, musée Gruuthuse, à Bruges.
- Piano-forte, Londres 1789, collection particulière.